# 西门·杜顿
西门·杜顿（英語：Simon Dutton，1958年1月1日—）是一位英格蘭電影和電視演員，以飾演1989年影集《七海遊俠》的主角聞名。2007年，他加入英國情景喜劇《Not Going Out》擔任常設角色，並在第二季末結束戲份。他曾與女星Betsy Brantley有過一段婚姻，現在他的妻子是Tamsin Olivier（劳伦斯·奥利维尔之女）。

## 電影演出
- Memed My Hawk（1984）
- 大衛王（1985）
- 威尼斯之女（1998）
- 攔截死亡列車（2006）
- 辛亥革命（2011）
- 與敵同行（2013）
- A Royal Christmas（2014）